# Tooted Tallinn
Le TLU/AJ Tooted Tallinn est un club estonien féminin de basket-ball appartenant à la Ligue estonienne féminine (Meistriliiga), soit le plus haut niveau du championnat estonien. Le club est basé dans la ville de Tallinn.

## Palmarès
- Champion d'Estonie : 2005, 2006

## Entraîneurs successifs
- Depuis ? : Kersti Sirel